# Grand Prix der Volksmusik 2005
Der 20. Grand Prix der Volksmusik fand am 10. September  2005 in Zürich (Schweiz) statt. Teilnehmerländer waren – wie in den Vorjahren – Deutschland, Österreich, die Schweiz und Südtirol. In jedem Land wurde eine öffentliche Vorentscheidung im Fernsehen durchgeführt. Dabei wurden jeweils vier Titel für das Finale ermittelt. Die schweizerische Vorentscheidung fand am 16. April in Zürich, die deutsche am 26. Mai in München, die Südtiroler am 3. Juni in Meran und die österreichische am 18. Juni in Wien statt. Die Veranstaltungen, zu denen jeweils eine CD mit allen Teilnehmern erschien, wurden live übertragen.
Das Finale wurde von der SRG im Rahmen einer Eurovisionssendung aus Zürich übertragen und vom ZDF, vom ORF und von der RAI Bozen übernommen. Moderatoren waren Monika Fasnacht und Sascha Ruefer. Die Startfolge der Titel und Länder war zuvor ausgelost worden. Nach Vorstellung der Titel konnten die Zuschauer aus den Teilnehmerländern ihren Favorit per TED bestimmen.
Am Ende der Wertung standen dann Psayrer mit Barbara als Sieger des Grand Prix der Volksmusik 2005 fest. Ihr Titel Berge im Feuer hatte Jonny Gurschler und Klaus Gurschler komponiert und Adele Fink-Niederstätter und Klaus Gurschler getextet. Damit holte die Gruppe nach Oswald Sattler und Jantje Smit (2000) und den Ladinern (2004) zum dritten Mal den Sieg des Grand Prix nach Südtirol.
Der Sieg war jedoch nicht unumstritten: Aufgrund angeblichen Regelverstosses wurden die Psayrer disqualifiziert und Sarah-Jane zur Siegerin auserkoren. Dagegen klagten jedoch die Psayrer vor Gericht und erhielten den Sieg gerichtlich zugesprochen.

## Die Platzierung der schweizerischen Vorentscheidung 2005
Die ersten vier Titel kamen ins Finale.
| Startnr.          | Interpret                          | Titel                                          | Platz  | Prozente |
| ----------------- | ---------------------------------- | ---------------------------------------------- | ------ | -------- |
| 03                | Sarah-Jane                         | Einmal hin, einmal her                         | 01.    | 34,5     |
| 12                | Claudio de Bartolo                 | Ich hab heut Nacht mein Herz gefragt           | 02.    | 18,2     |
| 08                | Adrian Eugster & Conny mit Südwind | Alpenzauber                                    | 03.    | 16,4     |
| 05                | ComBox                             | Wie der Wind                                   | 04.    | 13,8     |
| 09                | Stixi und Sonja mit Sepp           | Immer easy                                     | 05.    | 08,6     |
| 10                | Roman Peters                       | Morgen wird die Sonne wieder für dich scheinen | 06.    | 08,5     |
| 04                | Marleen                            | Mandolino                                      | 07.    | 0?       |
| 02                | Patrik Nydegger                    | Ich werd immer für dich da sein                | 08.    | 0?       |
| 11                | Nico Sanders & Annabelle           | Eine Träne aus Liebe                           | 09.    | 0?       |
| 07                | Manuela Fellner                    | Du könntest dich mal revanchier’n              | 10.    | 0?       |
| 01                | Silvia Kaufmann & Kurt Sailer      | Es geht immer um Liebe, Love, Amour            | 11.    | 0?       |
| 06                | Tommaso Ferrari                    | Sag mir (denkst du noch an ihn)                | 12.    | 0?       |
| Veranstaltungsort | Veranstaltungsort                  | Zürich                                         | Zürich | Zürich   |

## Die Platzierung der deutschen Vorentscheidung 2005
Die ersten vier Titel kamen ins Finale. 
| Startnr.          | Interpret                                  | Titel                              | Platz                           | Punkte                          |
| ----------------- | ------------------------------------------ | ---------------------------------- | ------------------------------- | ------------------------------- |
| ?                 | Marcel                                     | Rote Rosen für Mama                | 01.                             | ?                               |
| ?                 | Annika                                     | Schenk mir doch ein bisschen Zeit  | 02.                             | ?                               |
| ?                 | Captain Cook und seine singenden Saxophone | Da tanzten wir zu Billy Vaughn     | 03.                             | ?                               |
| ?                 | Christine Nachbauer & Thomas Kießling      | Freunde, die zusammen stehen       | 04.                             | ?                               |
| ?                 | Die Oberpfälzer Spitzboum                  | Barbara, i hab di so gern          | 0?                              | ?                               |
| ?                 | Daniela de Santos                          | Celestina                          | 0?                              | ?                               |
| ?                 | Die Blechblos’n                            | Das Lied vom kleinen frechen Indio | 0?                              | ?                               |
| ?                 | Tommy Benz                                 | Der Opa & sein Enkelkind           | 0?                              | ?                               |
| ?                 | Die Feldberger                             | Edeltraut                          | 05.                             | ?                               |
| ?                 | Die Schneehuhnjäger                        | Grand Prix                         | 0?                              | ?                               |
| ?                 | Die Stiefelziacha                          | Ja, ohne Frau’n                    | 0?                              | ?                               |
| ?                 | Isartaler Hexen                            | Wir lassen uns nit unterkriagen    | 0?                              | ?                               |
| ?                 | Küstenrebellen                             | Miteinander                        | 0?                              | ?                               |
| ?                 | Die 3 Z’widern                             | Nur net hudeln                     | 0?                              | ?                               |
| ?                 | Alex Parker                                | Von Goethe die Feder               | 0?                              | ?                               |
| Veranstaltungsort | Veranstaltungsort                          | Bavaria Studio Halle 9, München    | Bavaria Studio Halle 9, München | Bavaria Studio Halle 9, München |

## Die Platzierung der südtirolischen Vorentscheidung 2005
Die ersten vier Titel kamen ins Finale. 
| Startnr.          | Interpret                                                                    | Titel                       | Platz | Punkte |
| ----------------- | ---------------------------------------------------------------------------- | --------------------------- | ----- | ------ |
| ?                 | Pustertaler                                                                  | Wenn i vom Berg z’rugg kimm | 01.   | ?      |
| ?                 | Psayrer & Barbara                                                            | Berge im Feuer              | 02.   | ?      |
| ?                 | Luis Moser                                                                   | Der Herzschlag der Berge    | 03.   | ?      |
| ?                 | Die Vinschger                                                                | Stille Lieder               | 04.   | ?      |
| ?                 | Etschland Express                                                            | Wenn Wolken heimwärts ziehn | 05.   | ?      |
| ?                 | Herzblatt                                                                    | Unwahrscheinlich gut        | 06.   | ?      |
| ?                 | Rudy Giovannini mit Karl Hanspeter und seinen original Südtiroler Musikanten | Lasst uns die Feste feiern  | 07.   | ?      |
| ?                 | Bergfeuer                                                                    | Dolasilla                   | 08.   | ?      |
| ?                 | Dolomitenecho mit Konrad Sattler                                             | Ich schenk dir meine Berge  | 09.   | ?      |
| ?                 | Angelina                                                                     | Seemann von Sanremo         | 10.   | ?      |
| ?                 | Wipptaler                                                                    | Es war doch mal Liebe       | 11.   | ?      |
| ?                 | Freiheit                                                                     | Paradies der Berge          | 12.   | ?      |
| ?                 | Omar                                                                         | Schick’ mir einen Engel her | 13.   | ?      |
| ?                 | Die Vaiolets                                                                 | Das Glück der Liebe         | 14.   | ?      |
| ?                 | Bergsteiger                                                                  | Berge leben                 | 15.   | ?      |
| Veranstaltungsort | Veranstaltungsort                                                            | Meran                       | Meran | Meran  |

## Die Platzierung der österreichischen Vorentscheidung 2005
Die ersten vier Titel kamen ins Finale. 
| Startnr.          | Interpret                                | Titel                                 | Platz | %    |
| ----------------- | ---------------------------------------- | ------------------------------------- | ----- | ---- |
| 07                | Krieglacher                              | A starke Frau                         | 01.   | ?    |
| 04                | Nina Stern & die Zillertaler Haderlumpen | Schau nicht weg, wir sind die Zukunft | 02.   | ?    |
| 14                | Nordwand                                 | Nach Sonne folgt Regen                | 03.   | ?    |
| 13                | Carrière                                 | Du                                    | 04.   | ?    |
| 01                | Frei                                     | Ich vermisse die Sonne                | 0?    | ?    |
| 02                | Conny P.                                 | Ahodaidae                             | 0?    | ?    |
| 03                | Jauntaler                                | Mach die Augen zu                     | 0?    | ?    |
| 05                | Surfer                                   | Einmal Himmel und zurück              | 0?    | ?    |
| 06                | Sigrid & Marina                          | Träume sterben nie                    | 0?    | ?    |
| 08                | Die Aufgeiger                            | A so a G’fühl                         | 0?    | ?    |
| 09                | Doris Russo                              | Ich wart auf dich                     | 0?    | ?    |
| 10                | Stix                                     | Jeden Tag                             | 0?    | ?    |
| 11                | Doris Greimel                            | … und es gehört dir                   | 0?    | ?    |
| 12                | Gilbert                                  | Immer wieder geht die Sonne auf       | 0?    | ?    |
| Veranstaltungsort | Veranstaltungsort                        | Wien                                  | Wien  | Wien |

## Die Platzierungen beim Grand Prix der Volksmusik 2005
| Startnr.          | Land              | Interpret                                  | Titel                                 | Platz                | Punkte               |
| ----------------- | ----------------- | ------------------------------------------ | ------------------------------------- | -------------------- | -------------------- |
| 16                | I                 | Psayrer & Barbara                          | Berge im Feuer                        | 01.                  | 36                   |
| 15                | CH                | Sarah-Jane                                 | Einmal hin, einmal her                | 02.                  | 34                   |
| 09                | A                 | Nina Stern & die Zillertaler Haderlumpen   | Schau nicht weg, wir sind die Zukunft | 03.                  | 31                   |
| 10                | D                 | Marcel                                     | Rote Rosen für Mama                   | 04.                  | 30                   |
| 01                | A                 | Nordwand                                   | Nach Sonne folgt Regen                | 05.                  | 27                   |
| 02                | D                 | Jannika                                    | Schenk mir doch ein bisschen Zeit     | 06.                  | 22                   |
| 08                | I                 | Luis Moser                                 | Der Herzschlag der Berge              | 07.                  | 19                   |
| 12                | I                 | Vinschger                                  | Stille Lieder                         | 07.                  | 19                   |
| 13                | A                 | Die Krieglacher                            | A starke Frau                         | 09.                  | 17                   |
| 14                | D                 | Captain Cook und seine singenden Saxophone | Da tanzten wir zu Billy Vaughn        | 10.                  | 16                   |
| 04                | I                 | Pustertaler                                | Wenn i vom Berg z’rugg kimm           | 10.                  | 16                   |
| 11                | CH                | ComBox                                     | Wie der Wind                          | 12.                  | 11                   |
| 06                | D                 | Nachbauer & Kießling                       | Freunde, die zusammenstehn            | 13.                  | 09                   |
| 07                | CH                | Claudio de Bartolo                         | Ich hab heut Nacht mein Herz gefragt  | 13.                  | 09                   |
| 03                | CH                | Adrian Eugster & Conny mit Südwind         | Alpenzauber                           | 15.                  | 08                   |
| 05                | A                 | Caraboo                                    | Du                                    | 16.                  | 08                   |
| Veranstaltungsort | Veranstaltungsort | Hallenstadion Zürich                       | Hallenstadion Zürich                  | Hallenstadion Zürich | Hallenstadion Zürich |